# اتو نویگباوئر
اتو نویگباوئر (به آلمانی: Otto Neugebauer)(زاده ۲۶ می ۱۸۹۹ در اینسبروک - در گذشته ۱۹ فوریه ۱۹۹۰ در نیو جرسی) ریاضیدان و تاریخنگار ریاضیات و ستاره‌شناسی اهل اتریش بود.

## زندگینامه
پدرش یک مهندس ساختمان بود ولی بسیار زود پدر و مادرش را از دست داد. در جنگ جهانی نخست به عنوان افسر توپخانه فعال بود و تقریباً یک سال در ایتالیا در اسارت بود و هم در آنجا با لودویگ ویتگنشتاین آشنا شد. از سال ۱۹۱۹ در دانشگاه گراز به تحصیل فیزیک و ریاضی پرداخت. از سال ۱۹۲۱ در مونیخ در نزد آرنولد زومرفلد و آرتور روزنتال فیزیک و ریاضی آموخت و از سال ۱۹۲۲ در گوتینگن نزد استادان بسیاری همچون امی نوتر، ریچارد کورانت و ادموند لانداو ریاضیات و نزد کورت سته و هرمان کز مصرشناسی آموخت. سپس از کورانت و هیلبرت درخواست نمود تا تز دکترای او با موضوعی دربارهٔ ریاضیات در مصر را سرپرستی کنند. ان دو پذیرفتند و نویگباوئر در سال ۱۹۲۶ با هدایت آنان دکترایش را دریافت کرد و در سال ۱۹۲۷ در همان دانشگاه به عنوان مدرس تاریخ ریاضیات باستان استخدام شد. یکی از دانشجویان نویگباوئر در این زمان بارتل لیندرت وان در واردن بود که با علاقه‌ای که به تاریخ ریاضیات پیدا کرد خود به پژوهشگر مهمی در تاریخ ریاضیات بدل شد و مقاله‌های مهمی در این زمینه منتشر نمود. در سال ۱۹۲۹ او به همراه اتو توپلیتس مجله‌ای با نام «ریشه‌ها و مطالعاتی درباره تاریخ ریاضی» را بنیان گذاشت. نویگباوئر سپس به ریاضیات بابل علاقه‌مند شد و بنابراین زبان اکدی که لوح‌های بابلی بدان زبان نوشته شده بودند را آموخت. سپس درگیر ساخت موسسه ریاضی در گوتینگن شد که با پشتیبانی بنیاد راکفلر انجام شد و کورانت و خودش سرپرستی ان را به دست گرفتند. در همین زمان نویگباوئر یک پروژه خود را که از مهم‌ترین خدمات به ریاضیات در طول تاریخ ان به شمار می‌روند آغاز کرد. این پروژه تشویق انتشارات اشپرینگر به چاپ مجلداتی بود که علاوه بر ویراستاری این مجله مرورهای ریاضیدانان از پژوهش‌های ریاضی را شامل باشند. این مجلدات نخستین بار در سال ۱۹۳۱ با ویراستاری خود نویگباوئر با نام «مجلد مرکزی ریاضیات» به چاپ رسید و تا امروز نیز دوام دارد. نویگباوئر به عنوان تاریخنگار ریاضیات دارای ارج و اهمیت بسیار است. او جوایز، نشانها و درجه‌های افتخاری بسیاری از دانشگاه‌های سراسر جهان گرفت. در سال ۱۹۸۶ به پاس یک عمر پژوهش در ریاضیات و ستاره‌شناسی به ویژه در مصر و یونان باستان جایزه بولتسان که ۲۵۰ هزار فرانک سویس ارزش دارد به وی داده شد. او از سال ۱۹۴۰ به بعد در دانشگاه براون بود. از سال ۱۹۶۹ که بازنشسته شد بیشتر وقتش را در پرینستون می‌گذراند و در سال ۱۹۸۰ به عنوان عضو دائمی «موسسه پژوهش‌های پیشرفته» پذیرفته شده بود.

## جایزه نویگباوئر
از سال ۲۰۱۲ جامعه ریاضیات اروپا جایزه‌ای به نام او به پژوهشگران تاریخ ریاضیات اهدا می‌کند. نخستین دریافت کننده این جایزه یان هوخندایک بود.